# Montgenèvre

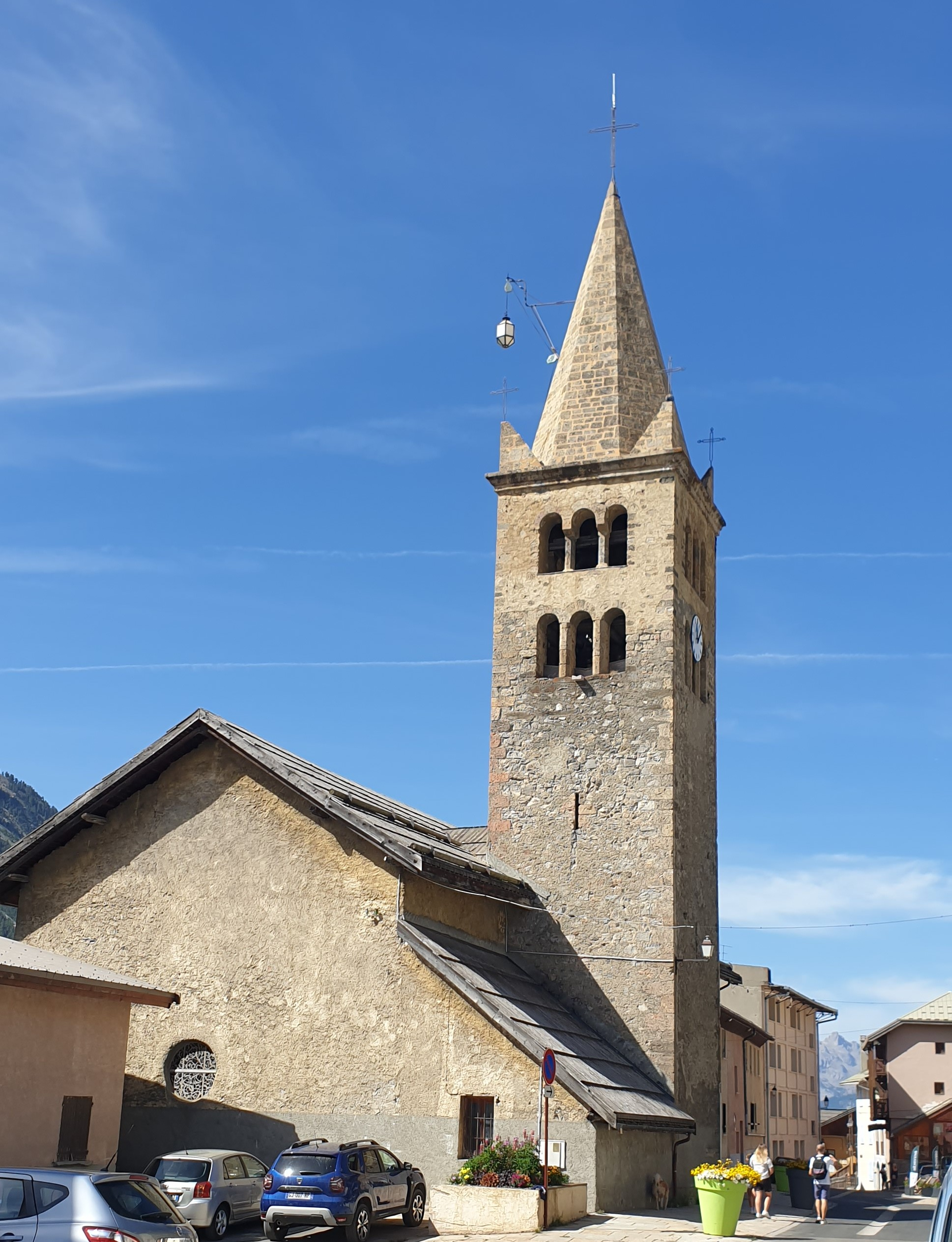
Montgenèvre L'Eglise

Montgenèvre (en italien : Monginevro) est une commune française située entre la vallée de la Clarée et le val de Suse, dans le département des Hautes-Alpes, en région Provence-Alpes-Côte d'Azur. En 2019, elle compte 454 habitants.

## Géographie
Montgenèvre est située à proximité de la frontière franco-italienne, sur le col de Montgenèvre à 1 860 mètres d'altitude. La Durance y prend sa source sur les pentes du sommet des Anges. La Doire ripaire, affluent du Pô, prend également sa source au sud de la commune, mais du côté oriental du Chenaillet (secteur du Rocher de l’Aigle / Grand Charvia).

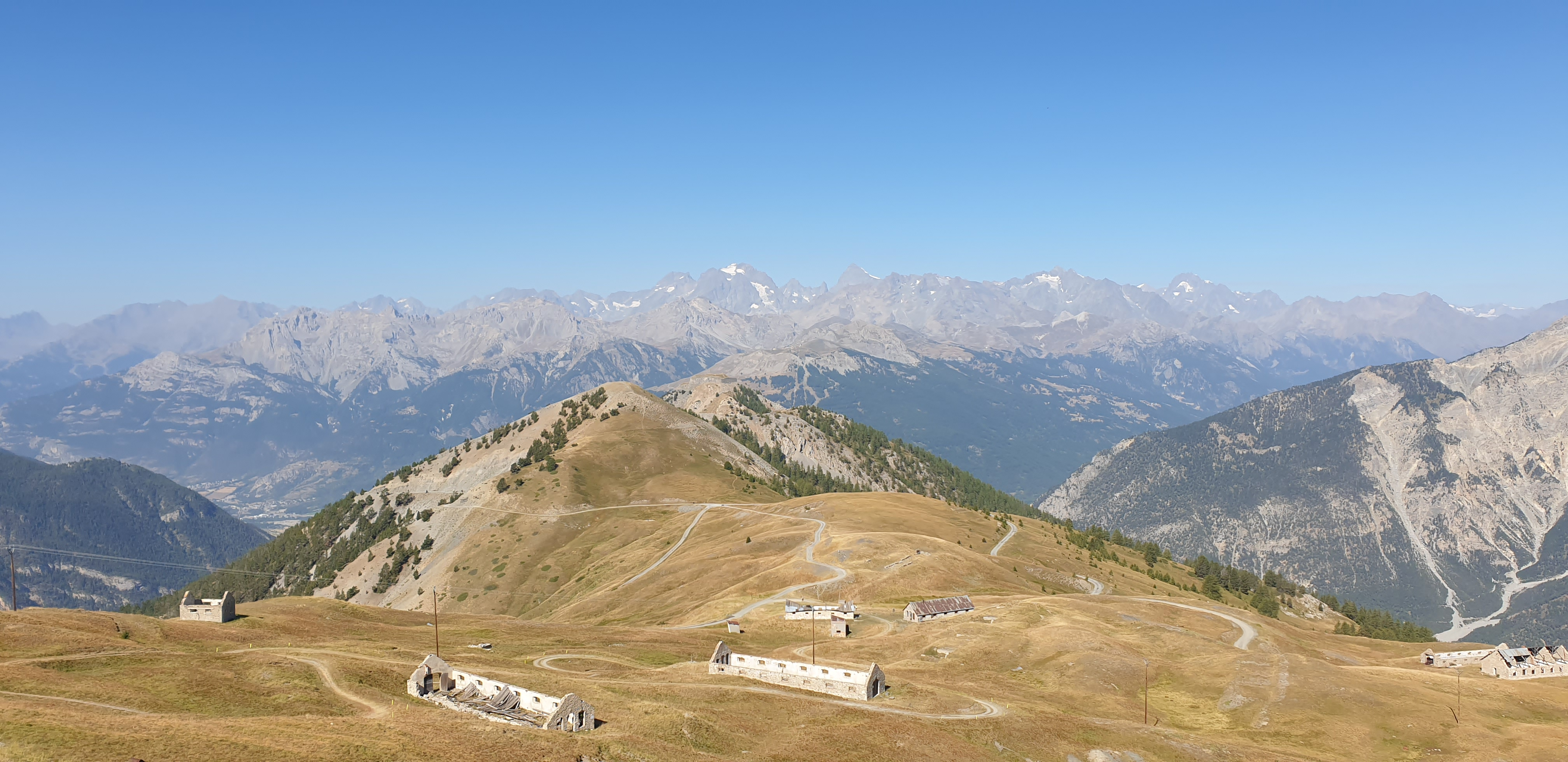
Sommet des Anges vue sur le massif des Écrins.

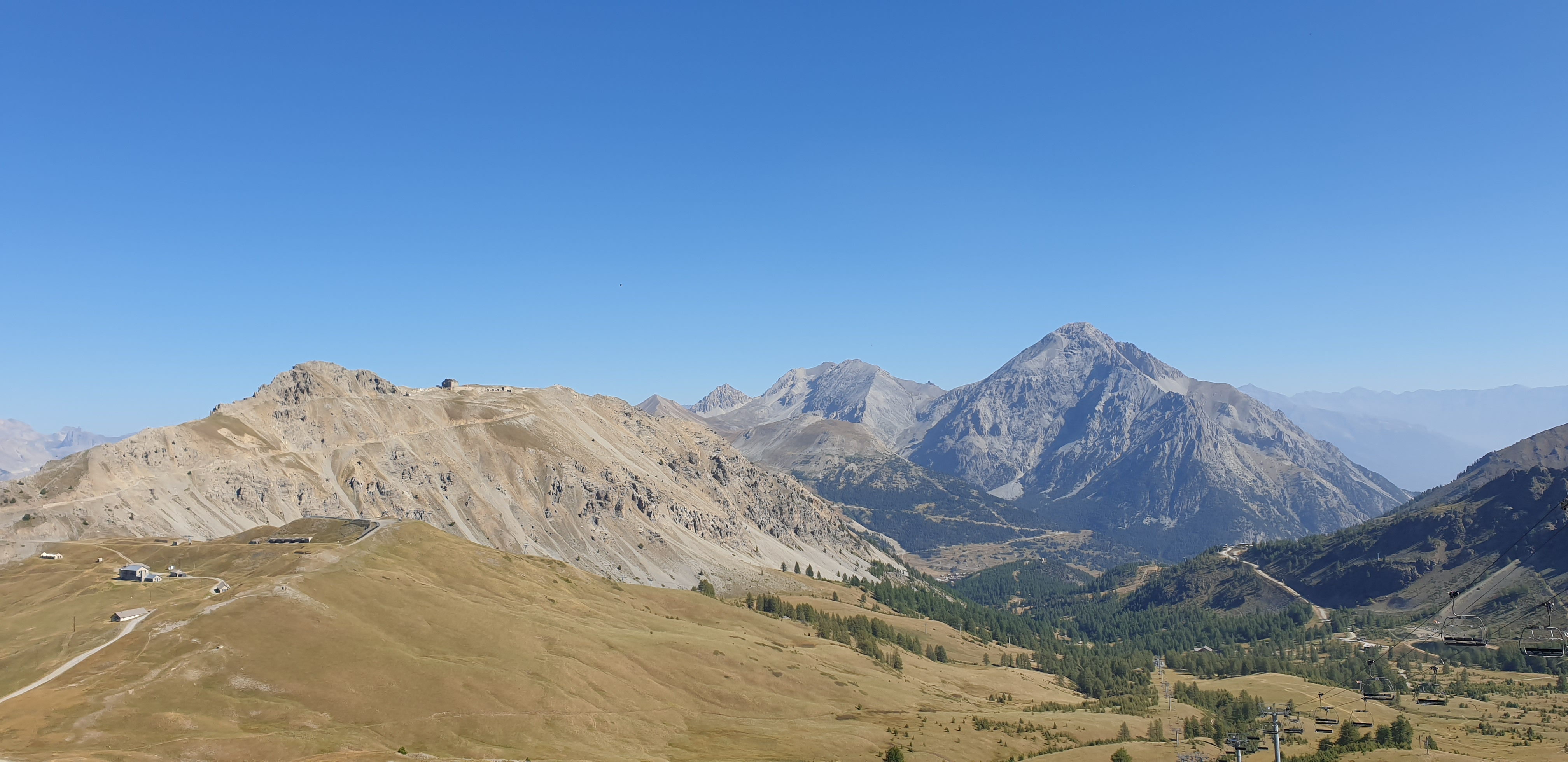
Sommet des Anges vue sur le Mont Janus et le Mont Chaberton.

Le village des Alberts, implanté au pied du col en direction de Briançon, fait également partie de la commune (« Montgenèvre 1400 »). Il constitue la porte sud de la Vallée de la Clarée.
Intégré au domaine skiable franco-italien de la Voie Lactée (5e domaine skiable du Monde, comprenant Clavière, San Sicario, Césane, Sestrières et Sauze d'Oulx), le domaine skiable de Montgenèvre s’étend sur trois niveaux : le domaine « Grand Montgenèvre » (95 kilomètres de pistes, 24 remontées mécaniques), le domaine « Monts de la Lune » (110 kilomètres de pistes, 31 remontées mécaniques), et le domaine « Vialattea » (405 kilomètres de pistes, 70 remontées mécaniques).

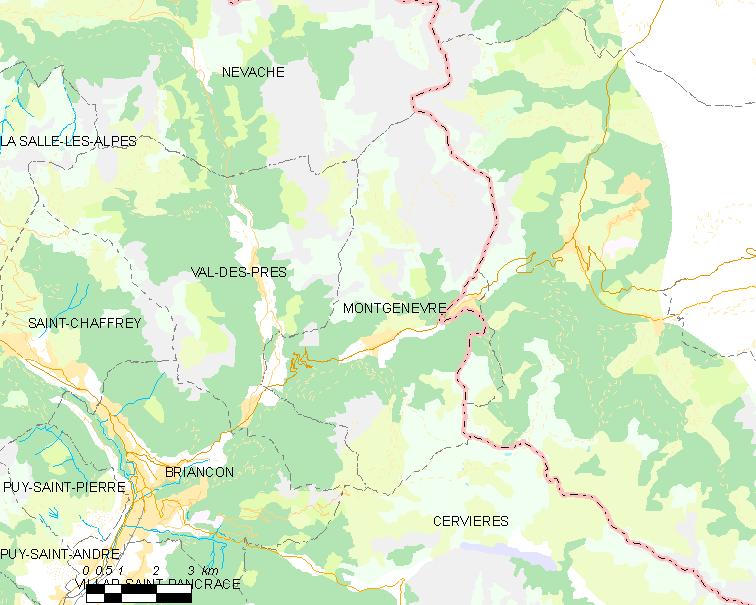
Carte de la commune de Montgenèvre et des proches communes.

### Climat
Pour des articles plus généraux, voir Climat de Provence-Alpes-Côte d'Azur et Climat des Hautes-Alpes.
En 2010, le climat de la commune est de type climat des marges montargnardes, selon une étude du Centre national de la recherche scientifique s'appuyant sur une série de données couvrant la période 1971-2000. En 2020, Météo-France publie une typologie des climats de la France métropolitaine dans laquelle la commune est exposée à un climat de montagne ou de marges de montagne et est dans la région climatique Alpes du sud, caractérisée par une pluviométrie annuelle de 850 à 1 000 mm, minimale en été.
Pour la période 1971-2000, la température annuelle moyenne est de 5,3 °C, avec une amplitude thermique annuelle de 16 °C. Le cumul annuel moyen de précipitations est de 800 mm, avec 7,2 jours de précipitations en janvier et 7,3 jours en juillet. Pour la période 1991-2020, la température moyenne annuelle observée sur la station météorologique de Météo-France la plus proche, « Villar St Pancrace », sur la commune de Villar-Saint-Pancrace à 10 km à vol d'oiseau, est de 8,8 °C et le cumul annuel moyen de précipitations est de 636,0 mm. 
La température maximale relevée sur cette station est de 36,2 °C, atteinte le 23 août 2023 ; la température minimale est de −18 °C, atteinte le 5 février 2012,,.
Les paramètres climatiques de la commune ont été estimés pour le milieu du siècle (2041-2070) selon différents scénarios d'émission de gaz à effet de serre à partir des nouvelles projections climatiques de référence DRIAS-2020. Ils sont consultables sur un site dédié publié par Météo-France en novembre 2022.

## Urbanisme

### Typologie
Au 1er janvier 2024, Montgenèvre est catégorisée commune rurale à habitat dispersé, selon la nouvelle grille communale de densité à 7 niveaux définie par l'Insee en 2022.
Elle est située hors unité urbaine et hors attraction des villes,.

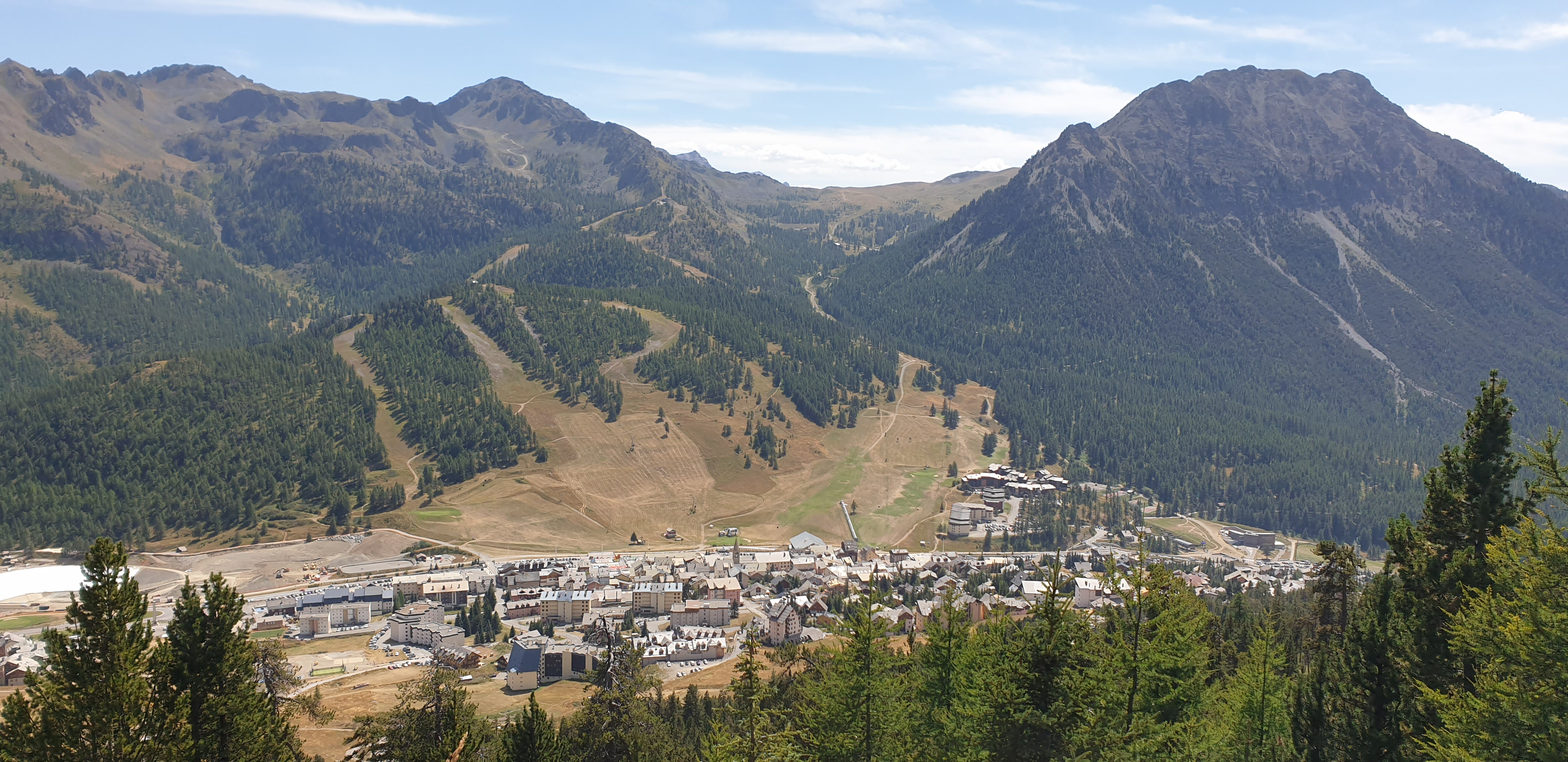

### Occupation des sols
Le tableau ci-dessous présente l'occupation des sols de la commune en 2018, telle qu'elle ressort de la base de données européenne d’occupation biophysique des sols Corine Land Cover (CLC).
| Type d’occupation                             | Pourcentage | Superficie (en hectares) |
| --------------------------------------------- | ----------- | ------------------------ |
| Tissu urbain discontinu                       | 1,4 %       | 55                       |
| Équipements sportifs et de loisirs            | 1,7 %       | 67                       |
| Prairies et autres surfaces toujours en herbe | 1,8 %       | 73                       |
| Systèmes culturaux et parcellaires complexes  | 0,7 %       | 27                       |
| Forêts de conifères                           | 31,7 %      | 1256                     |
| Pelouses et pâturages naturels                | 16,8 %      | 666                      |
| Landes et broussailles                        | 0,7%        | 27                       |
| Roches nues                                   | 26,8 %      | 1062                     |
| Végétation clairsemée                         | 18,3 %      | 724                      |
| Source : Corine Land Cover                    |             |                          |

## Toponymie
Le nom de la localité est attesté sous les formes Mons Jani en 1189, Villa Montis Jani en 1343 et en 1486, Mont Genèvre en 1529.
Montgenèvre doit son nom au col éponyme. Sa situation, hautement stratégique lors de la traversée des Alpes, font du col un des passages les plus anciens dont le toponyme se retrouve déjà sur la table de Peutinger sous la forme Alpis Cottia, et sur les vase apollinaires sous la forme Summae Alpes.
Soit latine, Mons Juniper (Mont Genévrier), soit celto-ligure, Genev (« débouché, passage »).
Montginebre en occitan haut-alpin.

## Histoire
Quelques dates :

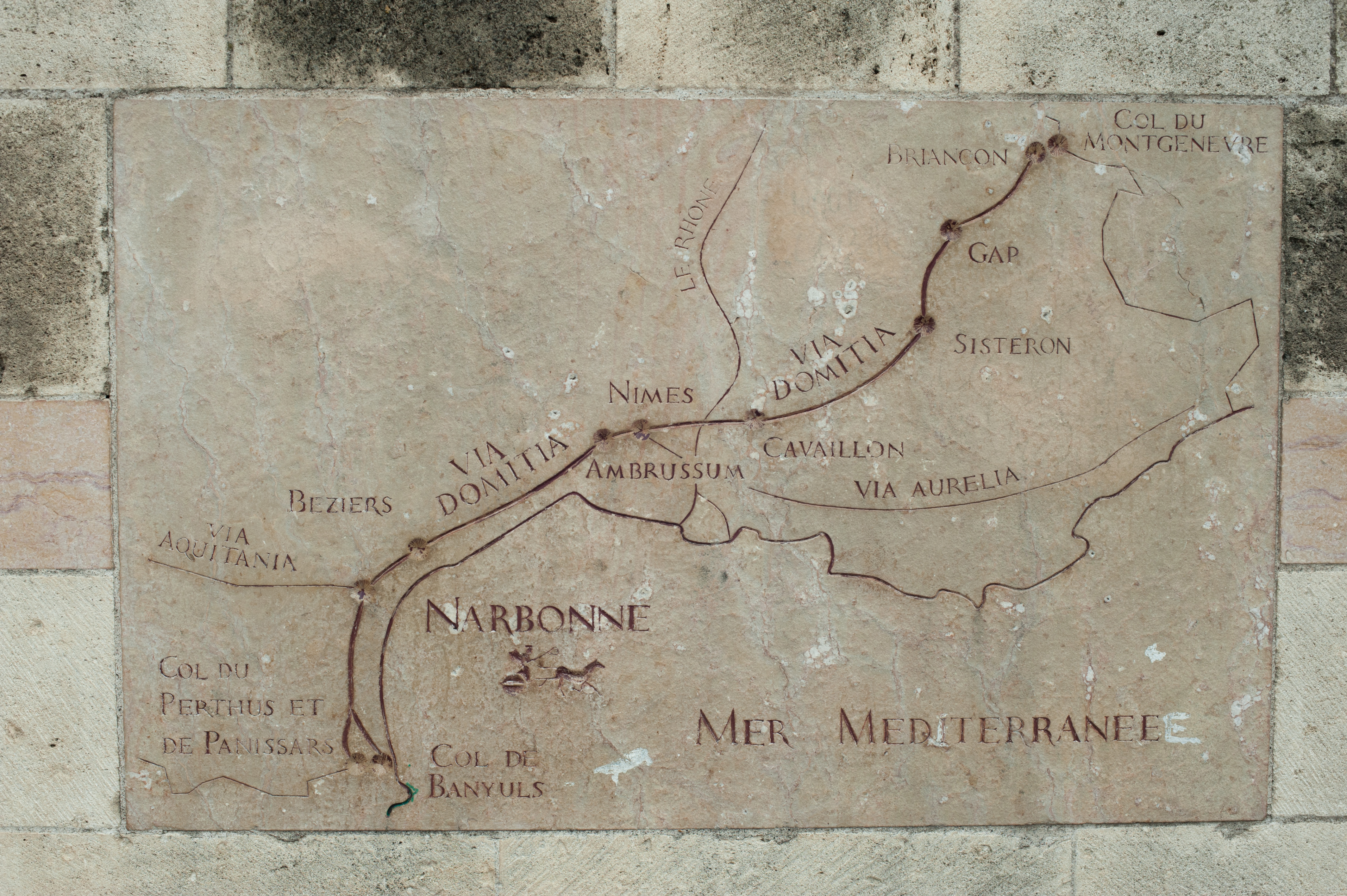
Le tracé antique de la via Domitia, sur une plaque moderne placée à Narbonne, ville du Sud-Ouest de la France que traversait également cette voie.

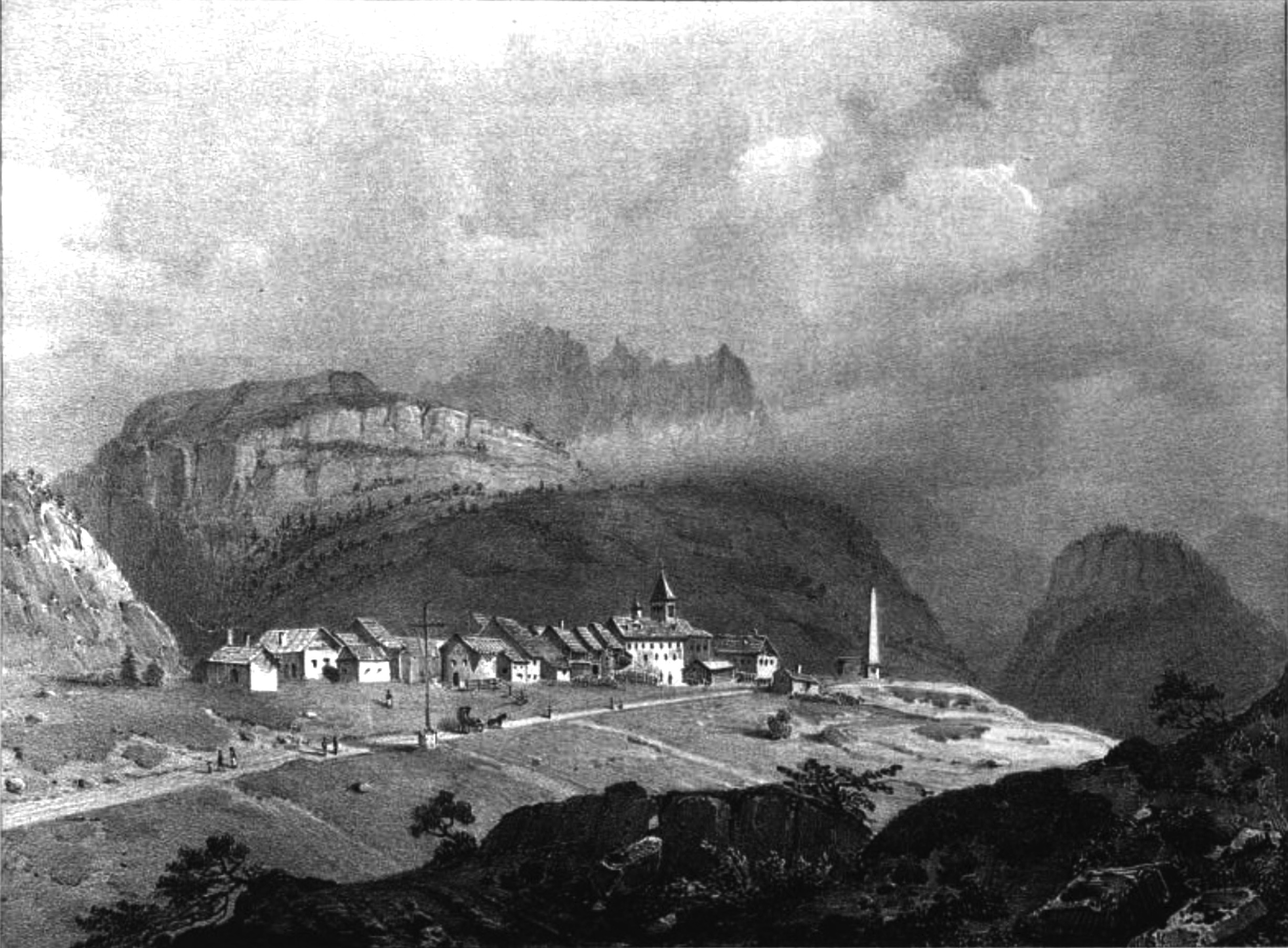
Montgenèvre au XIXe siècle, lithographie de Victor Cassien (1808 - 1893).

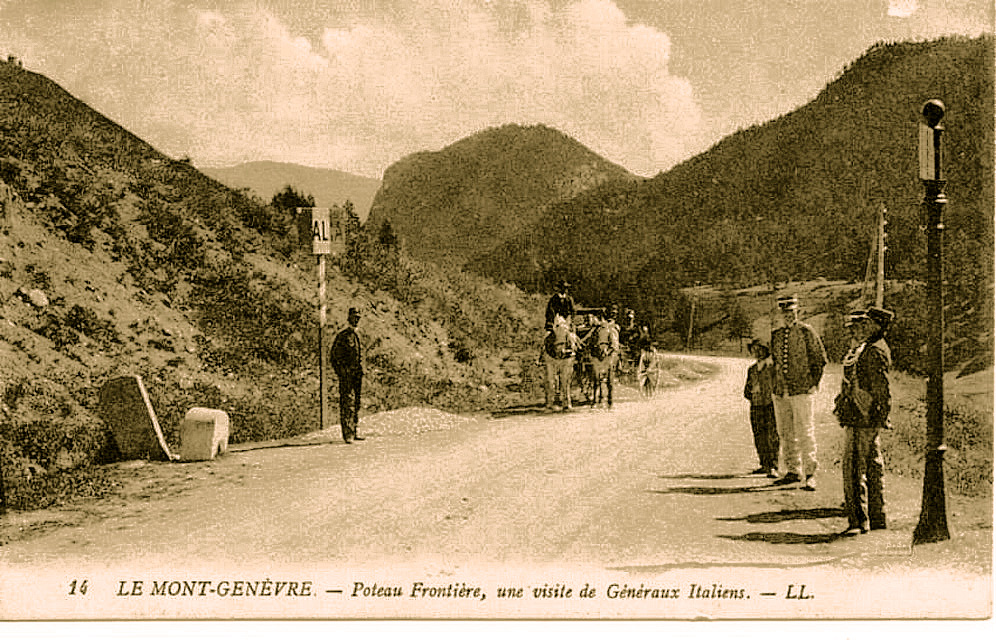
Poteau frontière au col du Montgenèvre, carte postale ancienne.

- Durant l'Antiquité romaine, le col du Montgenèvre a été un point de passage pour l'une des voies romaines : la voie Domitienne (Via Domitia).
- Selon certains, Montgenèvre et le col de Montgenèvre auraient été traversés par les troupes d'Hannibal durant son passage des Alpes en suivant la future voie des Alpes[14].
- 58 av. J.-C. : Jules César passe le Montgenèvre pour se rendre en Gaule.
- À l'automne 1096, lors de la première Croisade, l'armée de Raymond IV de Toulouse, trop importante pour envisager un transport par mer, passa par le Mont Genèvre pour rejoindre la Terre-Sainte[15].
- 1155 : Le pays est rattaché au Dauphiné.
- 1343 : Le dauphin Humbert II octroie une charte aux habitants des vallées alentour qui forment ainsi les Escartons, regroupement de communautés villageoises pour se répartir les contributions.
- 1706 : Le village est incendié par les troupes du duc de Savoie
- 30 avril 1799 : Le pape Pie VI, sur la route de sa déportation sur ordre du Directoire, de Rome vers Valence (où il décédera le 29 août 1799), traverse le village de Montgenèvre avant d'être mené à Briançon. L'abbé Baldassari, l'un des prélats accompagnateurs du Pape, relate : Arrivés au sommet du mont Genèvre, nous aperçûmes, sur un plan incliné, un méchant village, enfoncé dans la neige. Les habitants sortaient par les fenêtres pour nous voir passer. Les toits en pointe de ce village, qui porte le nom de la montagne même sur laquelle il est situé, lui donnent de loin l'aspect de petites pyramides. On y voyait une église, dévastée par l'impiété révolutionnaire qui avait même effacé jusqu'à la croix qui ornait le frontispice[16],[17].
- 12 avril 1804 : Inauguration de l’obélisque en pierre de taille par Napoléon Bonaparte, « consul à vie ».
- 11 février 1907 : 1er concours international de ski.
- 1940-1943 : Durant la Seconde Guerre mondiale, entrée en guerre de l'Italie et occupation du col.
- 1944-1945 : Occupation allemande. En août 1944, les Allemands ordonnent le déplacement de la population à Bousson, près de Clavière en Italie.

### Des fortifications
Montgenèvre est ceinte de fortifications élevées. Par sa position géographique à la frontière italienne, Montgenèvre a été le témoin des conflits passés. Ainsi, pour la défense et le contrôle du passage, différentes fortifications ont été construites dans les environs.
- La plus remarquable d’entre elles est au fort du Chaberton, également nommé fort des Nuages. 
Culminant à 3 131 mètres d’altitude, il fut construit par les Italiens entre 1900 et 1914. L'Italie était alors alliée à l'Allemagne et l'Autriche au sein de la Triple Alliance. C'était alors le fort le plus haut d’Europe et ses batteries étaient tournées vers le versant français. Pour ce faire, le sommet dut être miné pour l’araser et ainsi abaisser sa hauteur de 6 mètres. Il ne fallut pas moins de 300 ouvriers civils et sapeurs mineurs pour réaliser cette prouesse technique et humaine, constituée de huit tourelles. Celles-ci formaient la partie visible de l’édifice dont l’ensemble était principalement souterrain.
 Le 10 juin 1940, Mussolini déclara la guerre à la France. Le 21 juin, les Français situés dans les forts alentour bombardèrent le Chaberton et ses 320 hommes qui pourtant les dominaient nettement. Il fallut seulement 57 obus de mortier pour détruire la majorité des batteries italiennes. Rattaché à la France en 1947 (traité de Paris), le fort est définitivement désarmé en 1957. Aujourd’hui, il est un but de randonnée où il est encore possible d’observer quelques vestiges.
- Le fort du Gondran, construit à partir du XIXe siècle, est un ensemble de batteries et de blockhaus voués à défendre les hauteurs de Briançon depuis le sommet des Anges.
- Le fort du Janus fut bâti entre 1886 et 1903, sur le sommet du même nom. Un ouvrage souterrain long de 900 mètres qui prolonge la ligne Maginot, fut ajouté entre 1931 et 1937. Il appartient désormais à la commune de Montgenèvre.

### La station de sports d'hiver
En 1906, les responsables militaires de l'École du ski français de Briançon, ainsi que les amateurs du Club Alpin Français, se désolent de la faible diffusion du ski parmi la population locale. Elle se limite à la pratique de notables et surtout à quelques sportifs bourgeois. Pour susciter un véritable engouement populaire comme il en existe en Suisse, pays alpin qui multiplie les compétitions de ski dans une atmosphère festive, le Club alpin, soutenu par l'armée française, songe alors à organiser un concours de ski, qui sera le premier « concours international de ski ». Le choix du col du Lautaret, initialement prévu, est abandonné faute d'hôtels suffisants à proximité. Le concours pour lequel un règlement est édicté prévoit une course de fond, une course de descente (en montée, plat et descente) et un saut. Heureuse surprise, il attire trois mille inscriptions de diverses nationalités.

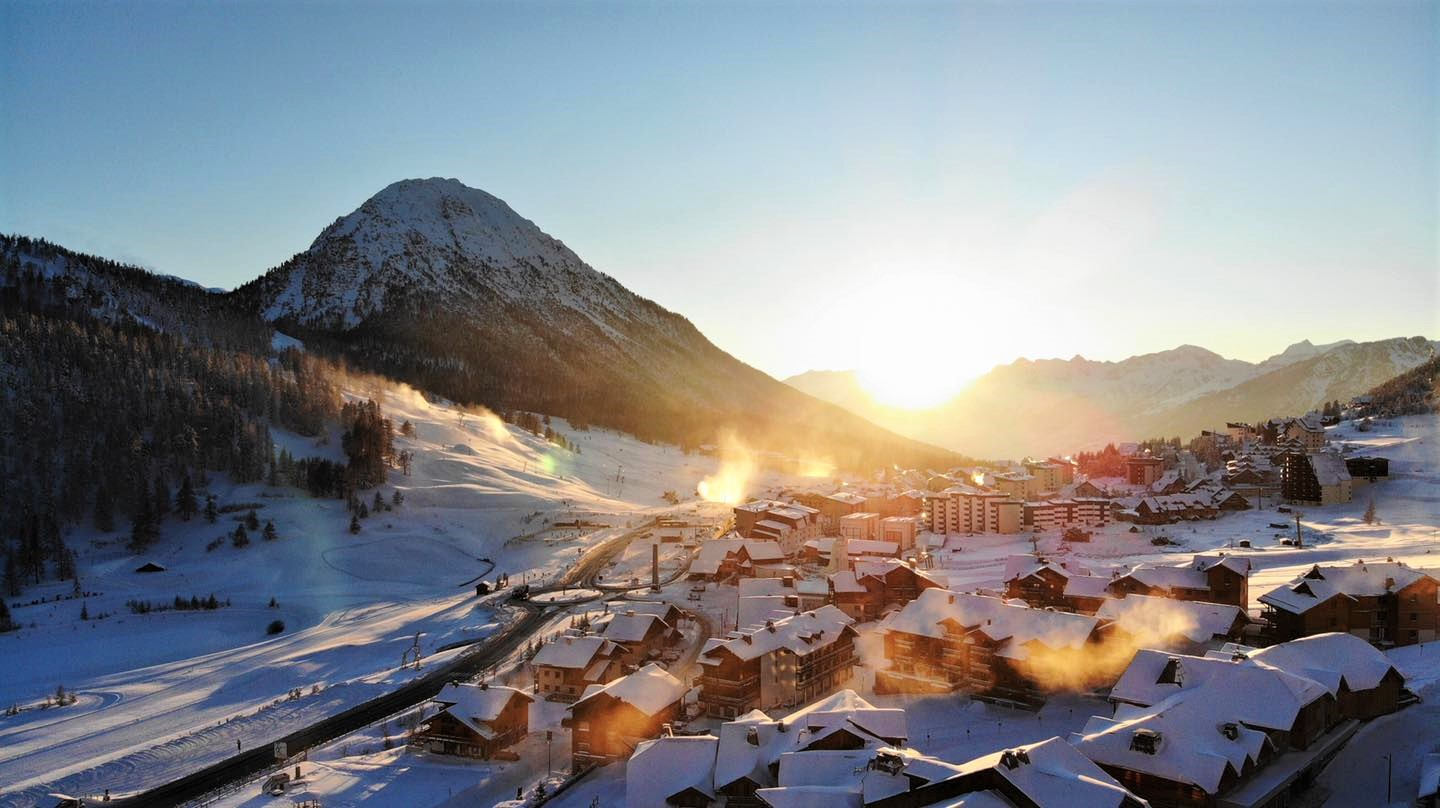
Vue aérienne en hiver

Un arc de triomphe de neige est réalisé et, du 11 au 13 février 1907, les oriflammes aux couleurs norvégiennes, italiennes, suisses, anglaises, autrichiennes et françaises pavoisent la station. Les skieurs impressionnent la foule curieuse et fascinée par des vitesses de 60 kilomètres par heure. Ils la frôlent parfois, elle frisonne d'étonnement et une multitude de comptes rendus et articles de presse élogieux, de photographies-cartes prises et diffusées sur le moment, de cartes postales ensuite, sont édités pour informer ou commémorer le concours, où les invités norvégiens, aguerris, raflent la mise lors de la course de fond, Durban Hansen remportant l'épreuve spectaculaire de saut avec un bond de 26 mètres.
Montgenèvre est officiellement promue station de ski internationale ce 11 février 1907 avec l’organisation de cette première compétition internationale par le Club alpin français, en présence de plus de 3 000 spectateurs, sans compter les principales délégations italienne, suisse, autrichienne, suédoise et norvégienne.
Aujourd'hui, Montgenèvre compte parmi les plus importantes stations de ski des Alpes du Sud. Montgenèvre propose environ 85 km de pistes de ski alpin, accessibles grâce à 23 remontées mécaniques (ces chiffres concernent uniquement le domaine skiable appartenant au territoire Montgenèvrois). Si la station-village culmine à 1860 m d'altitude, le domaine de ski alpin s'étend entre 1800 m (départ du Télémix de Serre-Thibaud) et 2600 m (arrivée de la Télécabine du Rocher de l’Aigle).
Dans les faits, le domaine skiable de Montgenèvre s’étend sur trois niveaux, offrant chacun la possibilité de skier sur le sol italien : le domaine « Grand Montgenèvre » (95 kilomètres de pistes, 24 remontées mécaniques), le domaine « Monts de la Lune » (110 kilomètres de pistes, 30 remontées mécaniques), et le domaine « Vialattea » (400 kilomètres de pistes, 69 remontées mécaniques). La Vialattea (Voie Lactée) constitue le 5ème domaine skiable international du Monde.
Un projet d'agrandissement du domaine skiable existe, prévoyant de créer un nouvel "espace 3000" en créant des pistes depuis le sommet des Rochers Charniers (3056 m, à proximité du Mont Chaberton, point culminant de la Commune). Cela permettrait à la fois à Montgenèvre de rentrer dans le cercle fermé des stations proposant du ski à plus de 3000 mètres d'altitude, de proposer un dénivelé de descentes en ski plus important, mais aussi d'atteindre le chiffre symbolique des 100 kilomètres de pistes proposés sur le seul territoire de la Commune.
Montgenèvre a également diversifié ses offres "après ski", et propose de nombreuses activités : la commune dispose d'un centre balnéo & spa : Durancia, d'un cinéma, ou encore d'une luge monorail été/hiver : la Monty Express. En été, elle propose également un Bike Park, un golf international, un espace Trail 3000 ou encore diverses activités nautiques ou pédestres.

## Politique et administration
| Période                                  | Période   | Identité               | Étiquette             | Qualité      |
| ---------------------------------------- | --------- | ---------------------- | --------------------- | ------------ |
| Les données manquantes sont à compléter. |           |                        |                       |              |
| 1907                                     | 1911      | Pierre Merle           |                       |              |
| 1912                                     | 1913      | François Balcet        |                       |              |
| 1914                                     | 1928      | Emile Merle            |                       |              |
| 1929                                     | 1945      | François Auguste Merle |                       |              |
| 1946                                     | 1951      | Pierre-Georges Cazeaux |                       |              |
| 1952                                     | mai 1953  | Jean-Marie Juvenal     |                       |              |
| 1954                                     | 1964      | Roger Joisson          |                       |              |
| mars 1965                                | 1969      | Paulin Balcet          |                       |              |
| mars 1969                                | 1981      | Jean-Michel Hurth      | Mouvement réformateur |              |
| 1981                                     | mars 1983 | Christian Taque        |                       |              |
| mars 1983                                | juin 1995 | Gilbert Pavesi         |                       |              |
| juin 1995                                | 1998      | Jean-Pierre Casses     |                       |              |
| mars 1998                                | mars 2001 | Murielle Jourdain      |                       |              |
| mars 2001                                | En cours  | Guy Hermitte,          |                       | Ancien cadre |

## Démographie
L'évolution du nombre d'habitants est connue à travers les recensements de la population effectués dans la commune depuis 1793. Pour les communes de moins de 10 000 habitants, une enquête de recensement portant sur toute la population est réalisée tous les cinq ans, les populations de référence des années intermédiaires étant quant à elles estimées par interpolation ou extrapolation. Pour la commune, le premier recensement exhaustif entrant dans le cadre du nouveau dispositif a été réalisé en 2007.

En 2022, la commune comptait 459 habitants, en évolution de −4,97 % par rapport à 2016 (Hautes-Alpes : +0,4 %, France hors Mayotte : +2,11 %).
| 1793 | 1800 | 1806 | 1821 | 1831 | 1836 | 1841 | 1846 | 1851 |
| ---- | ---- | ---- | ---- | ---- | ---- | ---- | ---- | ---- |
| 386  | 351  | 385  | 348  | 383  | 426  | 410  | 456  | 388  |

| 1856 | 1861 | 1866 | 1872 | 1876 | 1881 | 1886 | 1891 | 1896 |
| ---- | ---- | ---- | ---- | ---- | ---- | ---- | ---- | ---- |
| 409  | 401  | 394  | 367  | 350  | 324  | 340  | 341  | 309  |

| 1901 | 1906 | 1911 | 1921 | 1926 | 1931 | 1936 | 1946 | 1954 |
| ---- | ---- | ---- | ---- | ---- | ---- | ---- | ---- | ---- |
| 293  | 268  | 251  | 192  | 166  | 172  | 350  | 109  | 222  |

| 1962 | 1968 | 1975 | 1982 | 1990 | 1999 | 2006 | 2007 | 2012 |
| ---- | ---- | ---- | ---- | ---- | ---- | ---- | ---- | ---- |
| 246  | 264  | 338  | 459  | 519  | 497  | 471  | 466  | 530  |

| 2017 | 2022 | - | - | - | - | - | - | - |
| ---- | ---- | - | - | - | - | - | - | - |
| 456  | 459  | - | - | - | - | - | - | - |

## Culture locale et patrimoine

### Lieux et monuments

#### Églises et chapelles

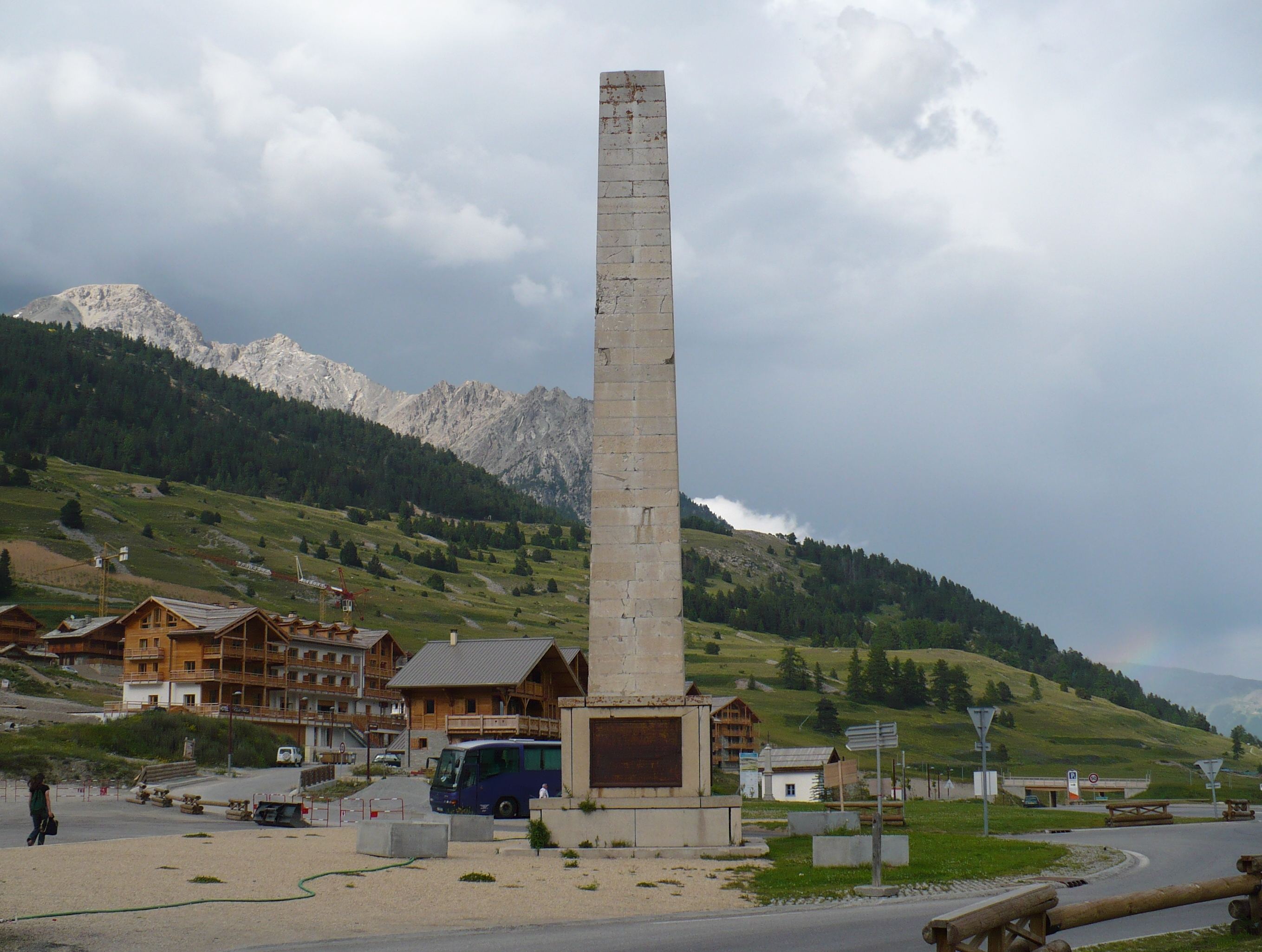
L'obélisque de Montgenèvre
don de Napoléon Ier (2007)

- Église Saint-Maurice, datant du XVIIIe siècle
- Église Saint-Antoine, datant de 1688
- Chapelle Notre-Dame-des-Sept-Douleurs, restaurée et repeinte en 1996
- Chapelle Sainte-Anne, située à l’entrée du village
- Chapelle Saint-Roch, actuellement fermée au public

#### Monuments civils
- Obélisque Napoléon, élevé en 1804.

#### Les cadrans solaires
De nombreux cadrans solaires peuvent être admirés à Val-des-Prés et aux Alberts, dont un du célèbre peintre piémontais Giovanni Francesco Zarbula du XIXe siècle (Le Serre).
Val-des-Prés accueille de nombreuses chapelles et églises qui sont, pour la plupart, restaurées ou en cours de restauration : l’église Saint-Claude de Val des Près, classée en totalité Monument Historique, fait l'objet depuis 26 ans d'une restauration très poussée, l'église Saint-Antoine (les Alberts), l’église Notre-Dame-de-l’Annonciation (la Vachette), la chapelle dite « Prat » (la Vachette), la chapelle Sainte-Élisabeth (Rosier), la chapelle Notre-Dame-du-Rosier (Rosier), la chapelle Sainte-Luce (Pra Premier), la chapelle Saint-Jean-Baptiste (Pra Premier), la chapelle Saint-Hippolyte (la Draye)…

### Personnalités liées à la commune
- Jean Gabin
- Jean Cocteau
- Paul-Émile Victor[28]
- Mistinguett
- Louis Jauffret
- Joop Zoetemelk

### Héraldique
| Blason de Montgenèvre | Blason  | Parti : au 1er d'or au dauphin d'azur crêté, barbé, loré, peautré et oreillé de gueules, au 2e de gueules à la croix haussée d'argent, au pal bretessé de sable brochant sur la partition. |
| Blason de Montgenèvre | Détails | Le statut officiel du blason reste à déterminer. |

### Cinéma
- Film « La loi du Nord » de Jacques Feyder, tourné en 1939, sorti en 1942
- Les Alberts fut l'un des lieux du tournage du film Belle et Sébastien 3 : Le Dernier Chapitre, réalisé par Clovis Cornillac et diffusé en 2017.